# Интернет в Румынии
На июнь 2016 года в Румынии насчитывалось 18,8 млн. Интернет-соединений; к концу 2012 года было зарегистрировано более 600 тысяч доменов в зоне .ro. В стране также широко используется домен Европейского союза .eu, поскольку Румыния является членом ЕС.
Благодаря высокой скорости передачи данных румынский Интернет считается одним из самых эффективных сегментов Интернета в мире: по состоянию на январь 2011 года такие города, как Констанца, Яссы и Тимишоара входили в список 100 городов с наибольшей скоростью Интернет-соединений. Благодаря активному использованию торрент-клиента Pando с сентября 2011 года Румыния занимает 2-е место по максимальной скорости передачи данных (15,27 Мбит/с), уступая только Южной Корее (17,62 Мбит/с) и опережая такие страны, как Болгария, Литва, Латвия (входят в первую пятёрку) и даже США (26-е место).

## Число провайдеров
По состоянию на 31 декабря 2007 в стране насчитывалось 1338 интернет-провайдеров.
- Коммутируемый доступ: 64 компании
- Кабельные сети: 72 компании
- Оптоволоконные сети: 343 компании
- Беспроводной Интернет: 355 компаний
- xDSL: 52 компании
- Ethernet и спутниковый Интернет: 1125 компаний

## Распределение долей соединений
По состоянию на 31 декабря 2007 года на каждые 100 человек населения Румынии приходилось в среднем 14,8 широкополосных соединений. Согласно данным ANRCTI, доли типов соединений различались следующим образом:
- ISDN: 0,003 %
- Мобильная связь (EDGE, CDMA/EVDO, 3G): 33,1 %
- Кабельные сети: 14,9 %
- Оптоволоконные сети: 2,9 %
- Беспроводной Интернет: 1 % (0.7 % Wi-Fi)
- xDSL: 11,4 %
- Ethernet и спутниковый Интернет: 36,7 %

Доступ к широкополосным соединениям в Румынии открылся в 2000 году с началом использования коаксиальных кабелей. Первым провайдером, открывшим такой доступ, стала компании Kappa (ныне закрыта). В настоящее время подобные услуги предоставляют компании RCS&RDS и UPC. Максимальные скорости колеблются в пределах от 2 до 120 Мбит/с, объём трафика не измеряется.

## Конкуренция на рынке провайдеров
Но наиболее популярными провайдерами являются так называемые микропровайдеры, называемые «блоковыми» или «соседскими локальными сетями» (рум. Reţea de bloc / Reţea de cartier), число пользователей каждого из такого провайдеров составляет от 50 до 3000 человек. Подобные микропровайдеры используют технологию Fast Ethernet с многочисленными особенностями, причём провайдеры очень хорошо взаимодействуют как со своими пользователями, так и с управляющими компаниями. Скорость передачи данных Интернета делится на три категории: локальные сети (LAN), городские (Metropolitan) и международные (International), причём количество пользователей и сетей типа Metropolitan в стране сильно ограничено. Скорости распределяются следующим образом: до 1000 Мбит/с для LAN, от 1 до 100 Мбит/с для Metropolitan и от 256 до 2048 Кбит/с для International. Некоторые из подобных микропровайдеров официально зарегистрированы, другие же образуют своеобразную постоянную локальную сеть. Многие из подобных провайдеров объединяются в организации для защиты собственных интересов и продвижения своих услуг на румынском рынке: одной из самых известных организаций является Interlan, в зону покрытия которой входит весь Бухарест. Не все из провайдеров предоставляют гарантию сохранения скорости, качества соединения и вообще возможности его существования, поскольку довольно часто сетевые карты данных провайдеров выходят из строя.
Для бизнес-использования наиболее часто предоставляются оптоволоконные сети: с учётом графика работы каждой организации составляются индивидуальные графики предоставления Интернет-услуг, чаще всего категорий Metropolitan или International. Цены, как правило, являются полностью договорными, их обсуждение ведётся при участии микропровайдеров в качестве посредников. Конкуренция на рынке оптоволоконных сетей является очень сильной, и большинство компаний даже и не думают о сотрудничестве. Многие компании задействуют, как правило, два провайдера.

### Наиболее популярные провайдеры
- RCS&RDS
- Euroweb
- Mediasat
- UPC (ныне Astral)
- iLink
- Intrabit
- Ines & Fibernet
- GTS Central Europe GTS Telecom (ныне KPNQuest Romania)
- Lamit Company

## Соединения по типам

### DSL
Недавно задействованный DSL не пользуется большой популярностью, поскольку стоимость его услуг является очень высокой, однако в зону покрытия DSL входит значительная территория Румынии (до 650 городов). Официальным предоставителем услуг является компания Romtelecom и её дочерние предприятия.

### Кабельные сети

#### RCS & RDS
Для использования подобной услуги клиент провайдера должен также подключить телевизионную услугу. Пользователям доступны пакеты:
- 5 Мбит/с приём, 512 Кбит/с отправка (сеть основана на технологии DOCSIS 2.0)
- 10 Мбит/с приём, 1024 Кбит/с отправка (сеть основана на технологии DOCSIS 2.0)
- 20 Мбит/с приём (сеть основана на технологии EoC, пользуется популярностью в небольших городах и посёлках).

Официально разрешено использование технологии Triple Play. Для доступа в Интернет по такой технологии обязательно должно присутствовать кабельное соединение с RCS&RDS, причём стоимость услуг всегда оценивается индивидуально в зонах покрытия оптоволоконных сетей.
С 2006 года активно развиваются соединения по технологии DOCSIS 2.0 для тех, кто проживает в многоквартирных домах.

#### UPC
Доступны пакеты:
- Стартовый пакет: 256 Кбит/с приём, 64 Кбит/с отправка. Услуга предоставляется бесплатно, стоимость подключения составляет 12 евро. Возможно также подключение по телефонной сети или через цифровое телевидение (10 евро ежемесячно)
- 10 Мбит/с приём, 2 Мбит/с отправка, 4 евро в месяц
- 20 Мбит/с приём, 3 Мбит/с отправка, 7 евро в месяц
- 60 Мбит/с приём, 4 Мбит/с отправка, 12 евро в месяц
- 120 Мбит/с приём, 6 Мбит/с отправка, 17 евро в месяц

Возможно использование технологии Triple Play, обязательно кабельное подключение. С 2011 года используется технология DOCSIS 3.0.

#### FTTB
Скорость услуг, предоставляемых Romtelecom, может достигать до 100 Мбит/с (это 102400 Кбит/с приёма и 30720 Кбит/с отправки) за счёт комбинации структур FTTB и xDSL. В 2006 году RCS&RDS запустил услугу FiberLink — быстрый и дешёвый доступ в Интернет через оптоволоконные сети крупных городов. Большая часть оптоволоконно-коаксиальных сетей заменяется новой структурой FTTB, а с конца 2006 года структура «соседских локальных сетей» начинает охватывать всё большую часть городов. С 2011 года есть пакеты скорости 50 Мбит/с и 100 Мбит/с.

#### FTTH
RCS&RDS предоставляет услугу Fiberlink для владельцев частных домов, где установлена система GPON; скорость теоретически может достигать и до 1 Гбит/с. Жителям кондоминиумов услуга недоступна ввиду наличия FTTB.
• Digi Net Fiberlink 1: 50 Мбит/с, цена 6,5 евро/месяц
• Digi Net Fiberlink 2: 100 Мбит/с, цена 8,5 евро/месяц

#### VDSL
Услугу предоставляет Romtelecom при помощи компании Clicknet. Для пользования услуги клиент должен заключить договор о предоставлении телефонных услуг.
- ClickNet Surf 2 Mbit/s (2048 Кбит/с приём, 512 Кбит/с отправка)
- ClickNet Play 20 Mbit/s (20480 Кбит/с приём, 4096 Кбит/с отправка)
- ClickNet Power 30 Mbit/s (30720 Кбит/с приём, 6144 Кбит/с отправка)

#### Мобильные и беспроводные сети
В течение месяца пользователю предоставляется некоторое количество объёма траффика, которое он может скачать без ограничения скорости, после чего скорость снижается до 128 Кбит/с.
- Orange Romania: услуга 3G/3G+, скорость до 43,2 Мбит/с в крупных городах и 14,4 Мбит/с вне крупных городов (частоты 900 и 2100 МГц).
- Vodafone Romania: услуга 3G/3G+, скорость до 21,6 Mбит/с в крупных городах и 7,2 Мбит/с в сельской местности (частоты 900 и 2100 МГц).
- RCS&RDS: услуга 3G, скорость до 14,4 Мбит/с в крупных городах и 384 Кбит/с в посёлках и придорожных зонах. Зона покрытия не представляет собой единое целое, поскольку у компании есть право только на 2100 МГц. Планируется введение бесплатного модема типа 3G (флеш-карта).
- Zapp: ранее предлагался широкополосный доступ на основе технологий CDMA 1x и 1xEV-DO (450 МГц) со скоростями 2,4 Мбит/с скачки и 153 Кбит/с отправки данных. Позднее была добавлена технология EV-DO Rev.A, повысившая скорости до 3,1 Мбит/с и 1,8 Мбит/с соответственно. В июле 2009 года компания была поглощена предприятием Cosmote.
- Cosmote Romania: услуга 3G даёт скорость до 21,6 Мбит/с в крупных городах на частоте 2100 МГц, EDGE услуга работает в сельской местности на частоте 900 МГц.
- Romtelecom: технология CDMA с частотой 420 МГц, 3,1 Мбит/с приём и 1,8 Мбит/с отправка. Мобильный Интернет.
- Услуги WiMAX обслуживаются компаниями типа Idilis, OpticNET и Rombit NET. Скорости достигают до 6 Мбит/с и 1 Мбит/с соответственно с неограниченным трафиком.

#### Публичный доступ к Wi-Fi
Услуга Wi-Fi была впервые предоставлена в 2011 году провайдером RCS&RDS. Она является бесплатной для всех клиентов провайдера, заключивших официальный договор о предоставлении услуг. Для пользователей других провайдеров в день предоставляется до 60 минут бесплатного пользования.
В 2012 году аналогичную услугу впервые предложил и провайдер Vodafone. Пользователь может пользоваться бесплатно Wi-Fi в течение 60 минут, после чего его отсоединяют. Возможно повторное подключение после того, как пройдут отведённые 60 минут.
Также с 2011 года в Бухаресте провайдер Orange Romania предлагает услуги Wi-Fi: главная точка подключения расположена в исторической части Бухареста и носит название Orange Wi-Fi Zone

#### Спутниковый интернет
Наиболее популярной компанией, предоставляющей доступ к спутниковому Интернету, является Lamit. Она предоставляет два типа услуг: для домашнего пользования (до 10 Мбит/с) и для профессионального пользования — преимущественно для коммерческих организаций (до 50 Мбит/с). Стоимость услуг составляет от 35 евро в месяц.